# Australian Men's Hardcourt Championships 1997 - Qualificazioni singolare
Le qualificazioni del singolare  dell'Australian Men's Hardcourt Championships 1997 sono state un torneo di tennis preliminare per accedere alla fase finale della manifestazione. I vincitori dell'ultimo turno sono entrati di diritto nel tabellone principale. In caso di ritiro di uno o più giocatori aventi diritto a questi sono subentrati i lucky loser, ossia i giocatori che hanno perso nell'ultimo turno ma che avevano una classifica più alta rispetto agli altri partecipanti che avevano comunque perso nel turno finale.
Le qualificazioni del torneo Australian Men's Hardcourt Championships 1997 prevedevano 32 partecipanti di cui 4 sono entrati nel tabellone principale.

## Teste di serie
1. Grant Stafford (secondo turno)
2. Galo Blanco (Qualificato)
3. Brett Steven (ultimo turno)
4. Marcos Ondruska (secondo turno)

1. Jeff Tarango (Qualificato)
2. Nicolás Pereira (Qualificato)
3. Jean-Philippe Fleurian (primo turno)
4. Orlin Stanojčev (secondo turno)

## Qualificati
1. Jeff Salzenstein
2. Galo Blanco

1. Jeff Tarango
2. Nicolás Pereira

## Tabellone

### Legenda
| - Q = Qualificato - WC = Wild card - LL = Lucky loser | - ALT = Alternate - SE = Special Exempt - PR = Protected Ranking | - w/o = Walkover - r = Ritirato - d = Squalificato |

### Sezione 1
|  | Primo turno      | Primo turno      | Primo turno    | Primo turno | Primo turno |  |  | Secondo turno | Secondo turno    | Secondo turno    | Secondo turno    | Secondo turno |   |   | Ultimo turno  | Ultimo turno  | Ultimo turno | Ultimo turno | Ultimo turno |  |
|  |                  |                  |                |             |             |  |  |               |                  |                  |                  |               |   |   |               |               |              |              |              |  |
|  | 1                | Grant Stafford   | Grant Stafford | 6           | 6           |  |  |               |                  |                  |                  |               |   |   |               |               |              |              |              |  |
|  |                  | Andrei Pavel     | Andrei Pavel   | 2           | 2           |  |  | 1             | Grant Stafford   | 6                | 4                | 6             |   |   |               |               |              |              |              |  |
|  | Bryan Shelton    | Bryan Shelton    | Bryan Shelton  | 7           | 6           |  |  |               | Bryan Shelton    | 3                | 6                | 7             |   |   |               |               |              |              |              |  |
|  | Omar Camporese   | Omar Camporese   | Omar Camporese | 5           | 3           |  |  |               |                  |                  |                  |               |   |   | Bryan Shelton | Bryan Shelton | 6            | 3            | 2            |  |
|  | Jeff Salzenstein | Jeff Salzenstein | 6              | 6           | 6           |  |  |               |                  | Jeff Salzenstein | Jeff Salzenstein | 4             | 6 | 6 |               |               |              |              |              |  |
|  | Sergio Gaoni     | Sergio Gaoni     | 7              | 0           | 1           |  |  |               | Jeff Salzenstein | 5                | 7                | 6             |   |   |               |               |              |              |              |  |
|  | 8                | Orlin Stanojčev  | 2              | 6           | 6           |  |  | 8             | Orlin Stanojčev  | 7                | 6                | 2             |   |   |               |               |              |              |              |  |
|  |                  | Lars Burgsmüller | 6              | 4           | 3           |  |  |               |                  |                  |                  |               |   |   |               |               |              |              |              |  |

### Sezione 2
|  | Primo turno    | Primo turno            | Primo turno    | Primo turno | Primo turno |  |  | Secondo turno     | Secondo turno     | Secondo turno     | Secondo turno     | Secondo turno     |   |   | Ultimo turno | Ultimo turno | Ultimo turno | Ultimo turno | Ultimo turno |  |
|  |                |                        |                |             |             |  |  |                   |                   |                   |                   |                   |   |   |              |              |              |              |              |  |
|  | 2              | Galo Blanco            | Galo Blanco    | 6           | 6           |  |  |                   |                   |                   |                   |                   |   |   |              |              |              |              |              |  |
|  |                | Oleg Ogorodov          | Oleg Ogorodov  | 4           | 3           |  |  | 2                 | Galo Blanco       | Galo Blanco       | 6                 | 6                 |   |   |              |              |              |              |              |  |
|  | Jim Grabb      | Jim Grabb              | Jim Grabb      | 7           | 6           |  |  |                   | Jim Grabb         | Jim Grabb         | 1                 | 4                 |   |   |              |              |              |              |              |  |
|  | Ionuț Moldovan | Ionuț Moldovan         | Ionuț Moldovan | 6           | 1           |  |  |                   |                   |                   |                   |                   |   |   | 2            | Galo Blanco  | Galo Blanco  | 6            | 6            |  |
|  | Lleyton Hewitt | Lleyton Hewitt         | Lleyton Hewitt | 6           | 6           |  |  |                   |                   |                   | Cristiano Caratti | Cristiano Caratti | 3 | 4 |              |              |              |              |              |  |
|  | Jaymon Crabb   | Jaymon Crabb           | Jaymon Crabb   | 4           | 4           |  |  | Lleyton Hewitt    | Lleyton Hewitt    | Lleyton Hewitt    | 4                 | 6                 |   |   |              |              |              |              |              |  |
|  |                | Cristiano Caratti      | 3              | 6           | 7           |  |  | Cristiano Caratti | Cristiano Caratti | Cristiano Caratti | 6                 | 7                 |   |   |              |              |              |              |              |  |
|  | 7              | Jean-Philippe Fleurian | 6              | 3           | 6           |  |  |                   |                   |                   |                   |                   |   |   |              |              |              |              |              |  |

### Sezione 3
|  | Primo turno         | Primo turno         | Primo turno    | Primo turno | Primo turno |  |  | Secondo turno | Secondo turno       | Secondo turno       | Secondo turno | Secondo turno |   |   | Ultimo turno | Ultimo turno | Ultimo turno | Ultimo turno | Ultimo turno |  |
|  |                     |                     |                |             |             |  |  |               |                     |                     |               |               |   |   |              |              |              |              |              |  |
|  | 3                   | Brett Steven        | 3              | 7           | 6           |  |  |               |                     |                     |               |               |   |   |              |              |              |              |              |  |
|  |                     | Jens Knippschild    | 6              | 6           | 3           |  |  | 3             | Brett Steven        | Brett Steven        | 7             | 6             |   |   |              |              |              |              |              |  |
|  | Todd Larkham        | Todd Larkham        | Todd Larkham   | 7           | 6           |  |  |               | Todd Larkham        | Todd Larkham        | 5             | 2             |   |   |              |              |              |              |              |  |
|  | Shūzō Matsuoka      | Shūzō Matsuoka      | Shūzō Matsuoka | 5           | 3           |  |  |               |                     |                     |               |               |   |   | 3            | Brett Steven | Brett Steven | 4            | 6            |  |
|  | Gabriel Silberstein | Gabriel Silberstein | 2              | 6           | 6           |  |  |               |                     | 5                   | Jeff Tarango  | Jeff Tarango  | 6 | 7 |              |              |              |              |              |  |
|  | James Sekulov       | James Sekulov       | 6              | 2           | 2           |  |  |               | Gabriel Silberstein | Gabriel Silberstein | 1             | 3             |   |   |              |              |              |              |              |  |
|  | 5                   | Jeff Tarango        | 6              | 3           | 6           |  |  | 5             | Jeff Tarango        | Jeff Tarango        | 6             | 6             |   |   |              |              |              |              |              |  |
|  |                     | Wayne Black         | 1              | 6           | 3           |  |  |               |                     |                     |               |               |   |   |              |              |              |              |              |  |

### Sezione 4
|  | Primo turno       | Primo turno       | Primo turno       | Primo turno | Primo turno |  |  | Secondo turno | Secondo turno     | Secondo turno   | Secondo turno   | Secondo turno |   |   | Ultimo turno | Ultimo turno      | Ultimo turno | Ultimo turno | Ultimo turno |  |
|  |                   |                   |                   |             |             |  |  |               |                   |                 |                 |               |   |   |              |                   |              |              |              |  |
|  | 4                 | Marcos Ondruska   | Marcos Ondruska   | 6           | 6           |  |  |               |                   |                 |                 |               |   |   |              |                   |              |              |              |  |
|  |                   | Eyal Erlich       | Eyal Erlich       | 4           | 3           |  |  | 4             | Marcos Ondruska   | 5               | 6               | 5             |   |   |              |                   |              |              |              |  |
|  | Alexander Reichel | Alexander Reichel | Alexander Reichel | 6           | 6           |  |  |               | Alexander Reichel | 7               | 3               | 7             |   |   |              |                   |              |              |              |  |
|  | Peter Tramacchi   | Peter Tramacchi   | Peter Tramacchi   | 1           | 4           |  |  |               |                   |                 |                 |               |   |   |              | Alexander Reichel | 2            | 6            | 6            |  |
|  | Jérôme Golmard    | Jérôme Golmard    | Jérôme Golmard    | 6           | 7           |  |  |               |                   | 6               | Nicolás Pereira | 6             | 4 | 7 |              |                   |              |              |              |  |
|  | Ben Ellwood       | Ben Ellwood       | Ben Ellwood       | 1           | 6           |  |  |               | Jérôme Golmard    | Jérôme Golmard  | 2               | 5             |   |   |              |                   |              |              |              |  |
|  | 6                 | Nicolás Pereira   | Nicolás Pereira   | 7           | 7           |  |  | 6             | Nicolás Pereira   | Nicolás Pereira | 6               | 7             |   |   |              |                   |              |              |              |  |
|  |                   | Geoff Grant       | Geoff Grant       | 6           | 5           |  |  |               |                   |                 |                 |               |   |   |              |                   |              |              |              |  |